# Pokrovskij rajon (Oblast' di Orël)
Il Pokrovskij rajon (in russo Покровский район?) è un rajon dell'Oblast' di Orël, nella Russia europea, il cui capoluogo è Pokrovskoe. Istituito nel 1965, ricopre una superficie di 1.411 chilometri quadrati.